# 尹湾漢簡
尹湾漢簡（いんわんかんかん）は、中国の江蘇省連雲港市東海県温泉鎮尹湾村で出土した漢代の簡牘である。

## 概要
1993年、尹湾村で6基の墓が発見された。そのうちの2号墓は新から後漢初期にかけての女性の墓で、「衣物疏」と呼ばれる木牘1枚が出土した。また6号墓は前漢の成帝期のもので、23枚の木牘と133枚の竹簡が出土した。

## 6号墓出土の簡牘の内容
- 東海郡の行政に関わる文書 - 「東海郡上計集簿」「東海郡吏員簿」「東海郡下轄長吏名籍」「東海郡下轄長吏不在署・未到官者名籍」「東海郡属吏設置簿」「武庫永始四年兵車器集簿」
- 墓主の師饒の日記とされる文書 - 「元延二年日記」
- 官吏の名刺 - 「名謁」
- 銭を贈った人物の名と金額を記した帳簿 - 「贈銭名籍」
- 占いの書物 - 「神亀占」「六甲占雨」「博局占」「刑徳行時」「行道吉凶」
- 暦譜 - 「元延元年暦譜」「元延三年五月暦譜」
- 賦 - 「神烏賦」
- 遣策 - 「君兄衣物疏」「君兄繒方緹中物疏」「君兄節司小物疏」